# Кратка ноћ
„Кратка ноћ” је југословенски ТВ филм из 1970. године. Режирао га је Драгољуб Шварц а сценарио су написали Горан Бабић и Казимир Кларић.

## Улоге
| Глумац             | Улога |
| ------------------ | ----- |
| Татјана Бељакова   |       |
| Мато Ерговић       |       |
| Људевит Галић      |       |
| Златко Мадунић     |       |
| Драган Миливојевић |       |
| Божидар Орешковић  |       |
| Едо Перочевић      |       |